# Alycus roseus
Alycus roseus is een mijt, die behoort tot de familie Alycidae.

## Beschrijving
Alycus roseus is 0,430-0,560 mm lang en 1,65 tot 2 keer zo lang als breed. De mijt heeft een lichtroze kleur.

## Biologische bestrijding
Alycus roseus kan gebruikt worden bij de biologische bestrijding van plantenparasitaire aaltjes..